# 真夏龙
真夏龙（日语： 、假名：、罗马字：Manatsu Ryū，1950年4月18日— ）是日本男演员。他的原名是濑户幹雄。隶属于职业物语，作为旁白為語音車庫隶属（业务合作）。
真夏出身于神奈川县横滨市。身高170cm、体重65kg，血型O型。毕业于日本大学高等学校。其飾演最知名角色為圓谷製作1974年特攝劇《超人力霸王雷歐》的主人公鳳源。

## 經歷
真夏從小就渴望成為一名演員，曾在訪談中提及：其高校的先輩坂本九對其受到很大的影響，因而立志學會唱歌，並成為橫濱某俱樂部的專屬歌手，以成為一名演員為目標，後在1972年，真夏以真名濑户幹雄出演電視劇《剣道一本!》正式出道。 
1974年，真夏出演《超人力霸王雷歐》的主人公鳳源一角。當我在橫濱的一個俱樂部工作時，受到作為客人到訪的超人力霸王系列導演真船禎的介紹。從這部作品開始，真夏還將藝名正式改為「真夏 竜」，並負責同一部作品的主題曲演唱。之後，他曾在《致敬！佐和香同學》和《破傘劍船小人狩獵}》中出演，並在1986年出演NHK新劇《武藏坊辨慶》時，將藝名更改為真夏竜吾。
1988年到1998年間，依然多次出演20多歲的年輕人的角色。並在在Staff 21擔任製作人。以「瀬戸美季夫」的名義參與了《衝鋒四驅郎》和《鬥球兒彈平》等電視動畫作品。之後在Staff 21停業後，恢復「真夏 竜」的藝名重新開始演藝生涯，並在大河劇和《孩子們的戰爭》系列中積極擔任配角，在古裝劇中飾演過許多反派（如無良商人）。作為動漫配音演員活躍。

2004年，他患上了胃癌已經處於絕症狀態，但最後克服了這一點痊癒，並自2006年開始重新參與超人力霸王系列的相關活動。在演藝事業的同時，真夏還作為文化廳“藝人派遣企劃”的合作藝人，在幼兒園、小學、初中、高中等舉辦民間故事講座。

## 出演

### 電視劇
- 超人力霸王系列
  - 超人力霸王雷歐（1974年 - 1975年、TBS） - 鳳源
  - 超人力霸王馬克斯 第33、第34話（2005年、CBC） - 警察
  - 超人力霸王梅比斯 第34話、第50話（2007年、CBC） - 鳳源
  - 超級勝利格鬥 第1話（2015年、TX） - 超人力霸王雷歐（聲演）

### 電影
- 超人力霸王系列
  - 大怪獸格鬥_超銀河傳說_THE_MOVIE（2009年、華納兄弟） -  超人力霸王雷歐（聲演）
  - 超人力霸王傑洛 THE MOVIE 超決戰！貝利亞銀河帝國（2010年、松竹） -  超人力霸王雷歐（聲演）
  - 超人力霸王傳奇（2012年、松竹） -鳳源

## 外部連結
- たむらプロによるプロフィール （页面存档备份，存于）
- ヴォイスガレージによるプロフィール （页面存档备份，存于）
- 真夏座 真夏竜の獅子の独り言 （页面存档备份，存于）
- 真夏龙的X（前Twitter）